# Championnat d'Allemagne de l'Ouest de Formule Junior 1963
Navigation
1961
Le Championnat d'Allemagne de l'Ouest de Formule Junior 1963 a été remporté par l'Allemand Kurt Ahrens. Il s'agit de la dernière édition, en raison de la suppression de la catégorie, remplacée par la Formule 2.

## Courses de la saison 1963
| no | Date         | Épreuve                             | Lieu                    | Vainqueur      | Voiture                  | Écurie          |
| -- | ------------ | ----------------------------------- | ----------------------- | -------------- | ------------------------ | --------------- |
| 1  | 28 avril     | XXVIe Grand Prix de l'Eifel         | Nürburgring             | Gerhard Mitter | Lotus 22 - DKW/Mitter    | Autohaus Mitter |
| 2  | 7 mai        | XIIe Trierer ADAC-Flugplatzrennen   | Trèves                  | Philipp Meub   | Cooper T59 - Ford        | Philipp Meub    |
| 3  | 30 juin      | XVe Grand Prix de l'Avus            | Avus                    | Kurt Ahrens    | Cooper T67 - Ford        | Kurt Ahrens Jr  |
| 4  |              | Course de côte de Ratisbonne        | Kelheim                 |                |                          |                 |
| 5  | 21 juillet   | XVe Norisringrennen                 | Norisring               | Kurt Ahrens    | Cooper T67 - Ford        | Kurt Ahrens Jr  |
| 6  | 23 juillet   | XIIe Grand Prix de Solitude         | Solitude                | Peter Arundell | Louts 27 - Ford/Cosworth | Team Lotus      |
| 7  |              | Course de côte Freiburg-Schaunsland | Freiburg-Schaunsland    |                |                          |                 |
| 8  | 15 septembre | Flugplatzrennen Achum               | Flugplatz Achum         | Kurt Ahrens    | Cooper T67 - Ford        | Kurt Ahrens Jr  |
| 9  | 29 septembre | IVe ADAC-Eifelpokal-Rennen          | Nürburgring Südschleife | Kurt Ahrens    | Cooper T67 - Ford        | Kurt Ahrens Jr  |

Notes: Certaines courses se disputaient en plusieurs manches. Ne sont indiqués dans ce tableau que les vainqueurs du classement cumulé.